# 聂熊
聂熊（？—352年），十六国冉魏时中书监。
永兴元年（350年），冉闵称帝，任聂熊为中书监，与王简、郎肃、张等一同辅政。次年，冉闵率军攻打石祗时失利，京城邺城被占，城中十多万人被残杀。永兴三年（352年）冉闵留下聂熊辅佐太子冉智。四月，在中山郡魏昌县的廉台（今河北省石家庄市无极县东）兵败，被前燕俘虏。五月初三，前燕处决冉闵。八月十三，冉魏长水校尉马愿开邺城城门迎接燕军。聂熊和冉闵之妻董氏、太子冉智、太尉申钟、司空条攸、中书监李垣、司隶校尉籍罴等王公大臣被俘送燕都蓟城（今北京市），不久被杀害。